# Stazione meteorologica di Petralia Sottana
La stazione meteorologica di Petralia Sottana è la stazione meteorologica di riferimento relativa alla località di Petralia Sottana.

## Coordinate geografiche
La stazione meteo si trova nell'Italia insulare, in Sicilia, in provincia di Palermo, nel comune di Petralia Sottana, a 930 metri s.l.m. e alle coordinate geografiche 37°48′N 14°05′E.

## Dati climatologici
In base alla media trentennale di riferimento 1961-1990, la temperatura media del mese più freddo, gennaio, si attesta a +4,7 °C; quella dei mesi più caldi, luglio e agosto, è di +23,1 °C.
| Petralia Sottana   | Mesi | Mesi | Mesi | Mesi | Mesi | Mesi | Mesi | Mesi | Mesi | Mesi | Mesi | Mesi | Stagioni | Stagioni | Stagioni | Stagioni | Anno |
| Petralia Sottana   | Gen  | Feb  | Mar  | Apr  | Mag  | Giu  | Lug  | Ago  | Set  | Ott  | Nov  | Dic  | Inv      | Pri      | Est      | Aut      | Anno |
| ------------------ | ---- | ---- | ---- | ---- | ---- | ---- | ---- | ---- | ---- | ---- | ---- | ---- | -------- | -------- | -------- | -------- | ---- |
| T. max. media (°C) | 7,5  | 8,9  | 11,5 | 15,0 | 20,3 | 25,9 | 28,4 | 28,5 | 24,2 | 18,1 | 13,0 | 9,0  | 8,5      | 15,6     | 27,6     | 18,4     | 17,5 |
| T. min. media (°C) | 1,8  | 2,0  | 3,7  | 6,1  | 10,4 | 15,1 | 17,8 | 17,7 | 14,5 | 10,3 | 6,6  | 3,5  | 2,4      | 6,7      | 16,9     | 10,5     | 9,1  |